# 新馬
新馬（しんば）とは、
- 新しい馬。
- 馬術競技大会などに未出場の馬。
- 競馬において競走未出走の馬。本項目で記述。

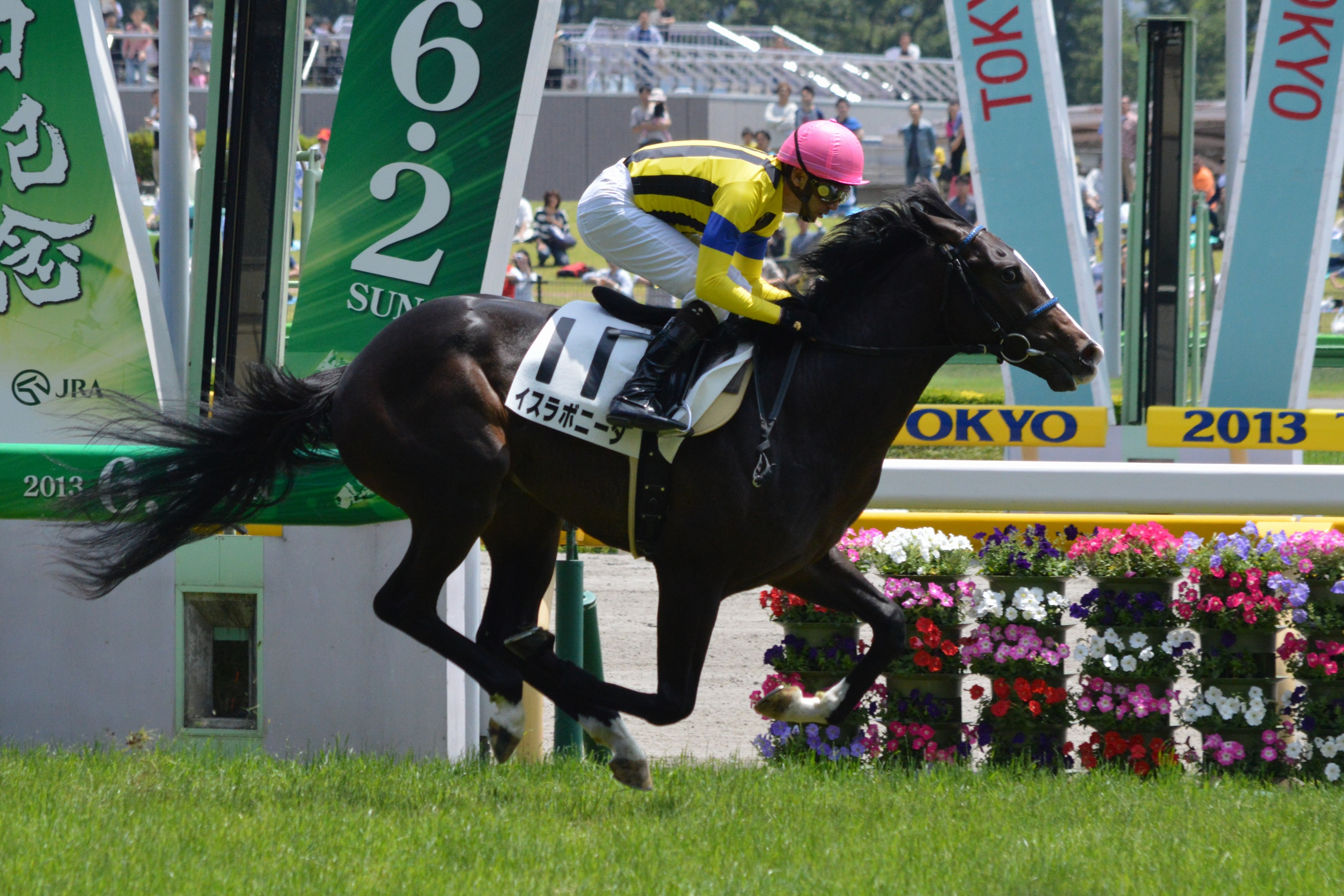
2014年皐月賞馬イスラボニータの新馬戦。ダービー翌週の日曜日であった。

日本の競馬において、一定の範囲の馬齢の競走馬であってレースに出走した経験のないものをいう。新馬のみが出走することができるレースを新馬戦（しんばせん）という。新馬戦の賞金額は未勝利戦より若干高く設定されており、また新馬戦を勝つことを新馬勝ちといい競走馬としてのひとつのステータスともなっている。

## 中央競馬
中央競馬においては毎年6月ごろ（2012年からは東京優駿〈日本ダービー〉の翌週）に2歳新馬戦の開催が始まる。2011年以前は北海道のみ6月（平年の第1回函館開催ないしは第1回札幌開催）からとし、それ以外は2001年までは7月（当時の平年の第2回新潟・第2回小倉開催相当）から、2002年以後は6月のローカル開催シリーズ最初の週（同・第2回福島・第3回阪神開催相当）からであったが、2012年から競馬のサイクルを「ダービーからダービーへ」という位置づけを明確にし、夏季開催扱い最初の週となる当該年度のダービー開催の次週（現在の平年日程の第3回東京・第3回阪神開催相当）から2歳新馬（メイクデビュー）戦を開催するようになった。年明け後、3歳新馬戦が2月頃まで行われるが、2020年までは3月頃まで行われていた。
2019年7月19日、JRAは2021年から3歳新馬戦を廃止する方向で検討していることが明らかになった。新馬戦は2歳馬に限定されることになり、3歳初出走馬は3歳未勝利戦でのデビューとなる予定であり、明け3歳馬がこの未勝利戦で初出走、初勝利した場合には、2歳新馬戦優勝賞金に相当するボーナスを支給する案もある。理由として、明け3歳になってからの新馬戦では、登録頭数が多くなり、いわゆる「除外ラッシュ」になり、競馬の競走になかなか出走出来ない馬が多く発生してしまうという弊害が背景にあるとされ、新馬戦を2歳の12月の段階で打ち切り、未勝利戦の出走馬の確保に努めたいとしていたが、先述の通り2021年の時点では終了時期が1ヶ月ほど繰り上がるも存続されている。
2003年以降は競走馬は新馬戦には一度しか出走することができない。2002年以前は、初出走した開催内であれば最多で4回新馬戦に出走（4連闘）することができた。このため3週目や4週目の新馬戦は2走目の馬が出走馬の大半をしめ（実質上「2（3）歳未勝利・未出走戦」とほぼ同等）、そこでデビューする馬は稀であった。なお、この2戦目以後の新馬のことを「折り返しの新馬戦」という。
新馬戦を勝つことができなかった競走馬は未勝利クラスに分類され、未勝利戦での優勝を目指すこととなる。新馬戦の開催が終了すると、それまで新馬クラスに分類されていた競走馬は、自動的に未勝利馬のクラスに分類される。2002年以前においては、新馬戦が終わった3歳3月下旬から5月までの間に未出走戦という競走が存在し、出走条件は新馬戦と同じく未出走、賞金は新馬より低く未勝利戦と同額であった。
2008年から新馬戦には「メイクデビュー（開催競馬場名）」（例：メイクデビュー阪神）という愛称が設定されている。この愛称を考案したのは、レーシングプログラムの「馬名プロファイル」を担当している英文学者・柳瀬尚紀である。同時に本馬場入場で新馬戦専用曲「The Rising Sun」（作曲・椎名邦仁）が使用されている。
新馬戦の他に春季G1競走のトライアル競走（弥生賞ディープインパクト記念、青葉賞、チューリップ賞、ニュージーランドトロフィーなど）は、重賞であっても未出走馬・未勝利馬の出走が認められている。また2013年からは夏季施行の2歳重賞競走（函館2歳ステークス・新潟2歳ステークス・札幌2歳ステークス・小倉2歳ステークス）において「上級挑戦に意欲のある競走馬の出走機会を拡大する」観点から、出走枠に空きがある場合に限り未出走馬や未勝利馬でも出走できるようになる（これまでは1勝する必要があった）。これにより2歳馬においても「初出走が重賞競走」「初勝利が重賞競走」という例が生じうるようになる。実際に、2018年3月4日に行われた弥生賞（G2競走）においては、当競走が初出走のヘヴィータンク（父:クロフネ）が登場（結果は10頭立ての10着）した例がある。
障害競走において、新馬戦は設定されていない。障害競走初出走馬は未勝利戦などに出走することになる。同様にかつて行われていたアラブ系競走でも新馬戦は設定されていなかった。

## 地方競馬
地方競馬でも、新馬戦の出走資格は中央競馬とほぼ同じである。ただし新馬戦のあとの馬のクラス分けについては主催者により異なる。
施行時期については、ホッカイドウ競馬やばんえい競馬や大井競馬が中央競馬より早い4月から新馬戦を施行している。
ホッカイドウ競馬においては地方競馬で唯一、新馬戦の一部がJRA2歳認定競走に指定されており（かつては他の地方競馬主催者でも指定があった）、「スーパーフレッシュチャレンジ」「フレッシュチャレンジ」と呼称している。
2023年現在、地方競馬では3歳新馬戦は行われていない。

## 日本国外
日本国外では、新馬戦を未勝利戦と区別しない事例が多い。未勝利馬や未勝利戦のことを英語ではメイドン（Maiden）という。2歳馬による競走は、1990年を例にとるとイギリス・フランスでは3月、アメリカ合衆国では早い地域では2月に開始されている。